# Spilophorella campbelli
Spilophorella campbelli är en rundmaskart som beskrevs av Allgen 1928. Spilophorella campbelli ingår i släktet Spilophorella och familjen Chromadoridae. Inga underarter finns listade i Catalogue of Life.